# Jasper Cole
Jasper Cole (* 1. Februar 1964 in Athens, Georgia) ist ein US-amerikanischer Schauspieler, Fernseh- und Filmproduzent sowie Fernsehmoderator. Von 2013 bis 2015 moderierte er das Format On the Set W Jasper Cole, seit 2015 das Format One on One with Jasper Cole. Er wirkte in mehreren Theaterproduktionen mit.

## Leben
Cole wurde am 1. Februar 1964 in Athens geboren. Er ist der jüngste von vier Söhnen, sein Vater war Präsident einer Gewerkschaft. Er begann 1985 in seiner Geburtsstadt mit dem Schauspiel. 1987 zog er gemeinsam mit Becky Canady nach Los Angeles, wo sie ihr gemeinsam geschriebenes Stück Willow Springs Now aufführten. Seit dem 29. September 1997 ist er mit D. Turrone verheiratet.
Eine erste Filmrolle übernahm er 1982 im Film Tennessee Stallion. Es folgten kleinere Rollen in den Filmproduktionen Endlich wieder 18, Spacecop L.A. 1991 sowie in der Pilotfolge zur Serie Baywatch – Die Rettungsschwimmer von Malibu, die in Spielfilmlänge erschien. In den nächsten Jahren war er als Episodendarsteller in verschiedenen Fernsehserien wie Eine schrecklich nette Familie, The Heights – Rockin’ Friends, Das Gesetz der Straße, Party of Five oder Earth 2 zu sehen. 2007 mimte er in elf Episoden der Fernsehserie Prom Queen die Rolle des Stiefvaters der von Jake Shideler verkörperten Rolle des Josh. Nebenrollen erhielt er in den Fernsehserien Alle hassen Chris, The Forgotten – Die Wahrheit stirbt nie oder Funny or Die Presents... 2013 stellte er die Rolle des John im Film Hänsel und Gretel dar. Von 2021 bis 2022 übernahm er in der Fernsehserie The Family Business die Rolle des Cory Black. 2022 verkörperte er die Rolle des Steve im Thriller Fall – Fear Reaches New Heights. Seit 2022 spielt er in der Fernsehserie Kombucha Cure die Rolle des Theo.

## Filmografie (Auswahl)

### Schauspiel
- 1982: Tennessee Stallion
- 1988: Disney-Land (Disneyland, Fernsehserie, Episode 32x13)
- 1988: Endlich wieder 18 (18 Again!)
- 1988: Spacecop L.A. 1991 (Alien Nation)
- 1988: Superior Court (Fernsehserie, Episode 1x3019)
- 1989: Baywatch – Die Rettungsschwimmer von Malibu (Baywatch, Fernsehfilm)
- 1989: Freitag der 13. Teil VIII – Todesfalle Manhattan (Friday the 13th Part VIII: Jason Takes Manhattan)
- 1990: Erben des Fluchs (Friday the 13th: The Series, Fernsehserie, Episode 3x13)
- 1990: Booker (Fernsehserie, Episode 1x16)
- 1990: Charles in Charge (Fernsehserie, Episode 5x10)
- 1990: Tribes (Fernsehserie)
- 1990: Die jungen Reiter (The Young Riders, Fernsehserie, Episode 1x24)
- 1990: Steel Magnolias (Fernsehfilm)
- 1990: Generations (Fernsehserie, Episode 1x436)
- 1991: Paradise – Ein Mann, ein Colt, vier Kinder (Paradise, Guns of Paradise, Fernsehserie, Episode 3x13)
- 1991: Teech (Fernsehserie, Episode 1x08)
- 1991: Hindsight
- 1992: Freshman Dorm (Fernsehserie, Episode 1x01)
- 1992: The Edge (Fernsehserie, 2 Episoden)
- 1992: Eine schrecklich nette Familie (Married… with Children, Fernsehserie, Episode 7x08)
- 1992: The Heights – Rockin’ Friends (The Heights, Fernsehserie, Episode 1x10)
- 1993: Das Gesetz der Straße (Street Justice, Fernsehserie, Episode 2x22)
- 1993: Johnny Bago (Fernsehserie, Episode 1x08)
- 1993: Saved by the Bell: The New Class (Fernsehserie, Episode 1x01)
- 1994: Dead at 21 – Tödliche Träume (Dead at 21, Fernsehserie, Episode 1x01)
- 1994: Party of Five (Fernsehserie, Episode 1x01)
- 1995: Muscle (Fernsehserie, Episode 1x01)
- 1995: Pride & Joy (Fernsehserie, Episode 1x01)
- 1995: Braten und Bräute (Platypus Man, Fernsehserie, Episode 1x13)
- 1995: Earth 2 (Fernsehserie, Episode 1x06)
- 1995: Rescue 911 (Fernsehdokuserie, Episode 7x01)
- 1995: Simon (Fernsehserie, Episode 1x04)
- 1995: The Monroes (Fernsehserie, Episode 1x05)
- 1995: Cleghorne! (Fernsehserie, 2 Episoden, verschiedene Rollen)
- 1995–1997: Acapulco Bay (Fernsehserie, 3 Episoden)
- 1996: Lifestories: Families in Crisis (Miniserie, Episode 1x15)
- 1996: Fast perfekt (Minor Adjustments, Fernsehserie, Episode 1x20)
- 1996: Sherman Oaks (Fernsehserie, Episode 2x05)
- 1996: Kirk und die Chaos-Kids (Kirk, Fernsehserie, Episode 2x02)
- 1996: F/X (Fernsehserie, Episode 1x01)
- 1996: Common Law (Fernsehserie, Episode 1x04)
- 1997: Nikita (Fernsehserie, Episode 1x01)
- 1997: Night Stand (Fernsehserie, Episode 2x38)
- 1997: Mr. Rhodes (Fernsehserie, Episode 1x17)
- 1997: Social Studies (Fernsehserie)
- 1997: L.A. Affairs (Fernsehserie, Episode 1x01)
- 1997: Knots Landing: Back to the Cul-de-Sac (Miniserie, 2 Episoden)
- 1997: Goode Behavior (Fernsehserie, Episode 1x22)
- 1997: America’s Most Wanted (Fernsehdokuserie)
- 1997: The Journey of Allen Strange (Fernsehserie)
- 1998: Police Academy (Fernsehserie, Episode 1x21)
- 1998: L.A. Doctors (Fernsehserie, Episode 1x03)
- 1998: Hollywood Safari (Fernsehserie, Episode 1x15)
- 1998: Clueless – Die Chaos-Clique (Clueless, Fernsehserie, Episode 3x06)
- 1999: Acapulco H.E.A.T. (Fernsehserie, Episode 1x26)
- 1999: Movie Stars (Fernsehserie, Episode 1x01)
- 1999: Sechs unter einem Dach (Get Real, Fernsehserie, Episode 1x01)
- 2000: Student Bodies (Fernsehserie, Episode 3x12)
- 2000: The Beat (Fernsehserie, Episode 1x01)
- 2000: Zoe, Duncan, Jack & Jane (Fernsehserie, Episode 2x04)
- 2000: Get Your Stuff
- 2000: The $treet – Wer bietet mehr? (The $treet, Fernsehserie, Episode 1x01)
- 2000: Hollywood Off-Ramp (Fernsehserie, Episode 1x26)
- 2001: Big Apple (Fernsehserie, Episode 1x05)
- 2001: Spy TV (Fernsehserie)
- 2001: Reasonable Doubt
- 2002: Noch mal mit Gefühl (Once and Again, Fernsehserie, Episode 3x17)
- 2002: Mysterious Ways (Fernsehserie, Episode 2x22)
- 2002: Unsolved Mysteries (Fernsehdokuserie, Episode 13x20)
- 2002: It's a Miracle (Fernsehdokuserie)
- 2003: What Should You Do? (Fernsehserie)
- 2003: Punk’d (Fernsehserie, Episode 2x08)
- 2003: Hotel Erotica (Fernsehserie, Episode 2x13)
- 2004: Infamous (Fernsehserie, Episode 1x12)
- 2004: 29 Minutes & Counting (Fernsehserie)
- 2005: Schuldig oder nicht schuldig (Guilty or Innocent?, Fernsehserie, Episode 2x03)
- 2006: Solace (Kurzfilm)
- 2007: TKO
- 2007: Prom Queen (Fernsehserie, 11 Episoden)
- 2007: Nothing But the Truth
- 2007: Without a Trace – Spurlos verschwunden (Without a Trace, Fernsehserie, Episode 6x06)
- 2007: CSI: Vegas (CSI: Crime Scene Investigation, Fernsehserie, Episode 8x06)
- 2008: Empire (Kurzfilm)
- 2008: God v. Satan: The Final Battle (Fernsehdokumentation)
- 2008–2009: Alle hassen Chris (Everybody Hates Chris, Fernsehserie, 7 Episoden)
- 2009: Talkshow with Spike Feresten (Fernsehserie, 3 Episoden)
- 2009: Lost Tapes (Fernsehserie, Episode 2x02)
- 2009: The Forgotten – Die Wahrheit stirbt nie (The Forgotten, Fernsehserie, 5 Episoden)
- 2010: MacGruber
- 2010: Spirit
- 2010: The Event Nut (Fernsehserie)
- 2010–2014: The Tonight Show (Fernsehserie, 6 Episoden)
- 2011: The Terrys (Kurzfilm)
- 2011: Funny or Die Presents... (Fernsehserie, 5 Episoden)
- 2012: Outlaw Empires (Fernsehdokuserie, 2 Episoden)
- 2012: Victorious (Fernsehserie, Episode 4x03)
- 2012: White (Kurzfilm)
- 2013: Hänsel und Gretel (Hansel & Gretel)
- 2014: The Purge: Anarchy
- 2015: Brooklyn Nine-Nine (Fernsehserie, Episode 3x04)
- 2016: Second Sight (Fernsehfilm)
- 2017: Captured
- 2017: Training Day (Fernsehserie, Episode 1x08)
- 2017: Awaken the Shadowman
- 2017: American Horror Story – Cult (American Horror Story – Cult, Fernsehserie, Episode 7x04)
- 2018: Westworld (Fernsehserie, Episode 2x08)
- 2018: Model Home
- 2018: Dark Sacrifice (Kurzfilm)
- 2019: The Rookie (Fernsehserie, Episode 1x19)
- 2019: Palomino & Swissy (Fernsehserie, Episode 1x05)
- 2020: The Church of Mike (Miniserie, 4 Episoden)
- 2021–2022: The Family Business (Fernsehserie, 6 Episoden)
- 2022: Fall – Fear Reaches New Heights (Fall)
- 2022: Smothered (Fernsehserie, Episode 2x01)
- 2022: A Miracle Before Christmas
- 2023: Kombucha Cure (Fernsehserie, 6 Episoden)
- 2023: Don’t Turn Out the Lights

### Produktion
- 1998: Texarkana
- 2000: Get Your Stuff
- 2003: Zombie Rights! (Kurzfilm)
- 2009: Just Like Family (Kurzfilm)
- 2013–2015: On the Set W Jasper Cole (Fernsehserie, 29 Episoden)
- seit 2015: One on One with Jasper Cole (Fernsehserie)
- 2019: Bronx SIU (Fernsehserie, 6 Episoden)
- 2020: The Church of Mike (Fernsehserie, 4 Episoden)
- 2021: Never and Again
- 2022: Dunkleman
- 2022: A Miracle Before Christmas
- 2023: Kombucha Cure (Fernsehserie, 6 Episoden)

## Theater (Auswahl)
- Tiger by the Tail, Regie: Rick Sparks, Blank Theatre
- High Court, Regie: David Galliga, Elephant Theatre
- First Breeze of Summer, Regie: Sam Woods, Stella Adler Theatre
- The Trial of the Catonsville Nine, Regie: Julian Spencer, Stella Adler
- Raft of the Medusa, Regie: Steve Helgoth, Tamarind Theatre
- The Boys in the Band, Regie: H. Harris, Knightsbridge Theatre
- It started with a lie, Regie: R. Benson, Hudson Theatre
- Hard Time, Regie: John Travis, National Tour
- Between two Thieves, Regie: Lonny Chapman, Group Rep
- Check Please, Regie: Jens Hussie, Celebrity Center
- To tell the truth... I'd habe to lie, Regie: Jules Aaron, Stella Adler
- A Quiet End, Tracy Roberts/Anne/Hulegard
- A Few Good Men, Regie: Tony Torissi, Hermosa Civic
- Fool For Love, Regie: Maggie Middleton, Noris Theatre
- Willow Springs Now, Theatre
- The Normal Heart, Regie: Michael White, Torrance Civic
- Two Festivals of Light, Regie: Steven Ko, Palos Verdes Players